# Offentlig politik
 Der er for få eller ingen kildehenvisninger i dato 2025, hvilket er et problem. Du kan hjælpe ved at angive troværdige kilder til de påstande, som fremføres.

Offentlig politik refererer til de beslutninger og handlinger, som regeringer og offentlige institutioner træffer for at løse samfundsmæssige problemer, opfylde behov og nå politiske mål.

## Niveauer af offentlig politik
Offentlig politik kan opdeles i forskellige niveauer, der varetager forskellige interesser og områder:
- Lokalt niveau: Kommuner træffer beslutninger om lokale anliggender som skoler og infrastruktur.
- Regionalt niveau: Regioner håndterer opgaver som sundhedsvæsen og regional udvikling.
- Nationalt niveau: Staten beskæftiger sig med landsdækkende politikker, herunder forsvar og udenrigspolitik.

## Politisk struktur i Danmark
Danmark er et konstitutionelt monarki med et parlamentarisk demokrati. Folketinget er landets lovgivende forsamling og består af 179 medlemmer, der vælges hvert fjerde år.
Politiske partier spiller en central rolle i udformningen af offentlig politik. Danmark har et flerpartisystem med partier som Socialdemokratiet, Venstre og Socialistisk Folkeparti.

## Demokrati kontra diktatur
I nogle lande findes der kun ét politisk parti, hvilket ofte betegnes som et diktatur. I demokratier som Danmark sikrer flere partier en bred repræsentation af forskellige holdninger og værdier.
Danmark deler mange fællestræk med andre nordiske lande som Norge, Sverige og Finland, herunder en lignende politisk struktur og samarbejde inden for den "nordiske model".